# Тонратун

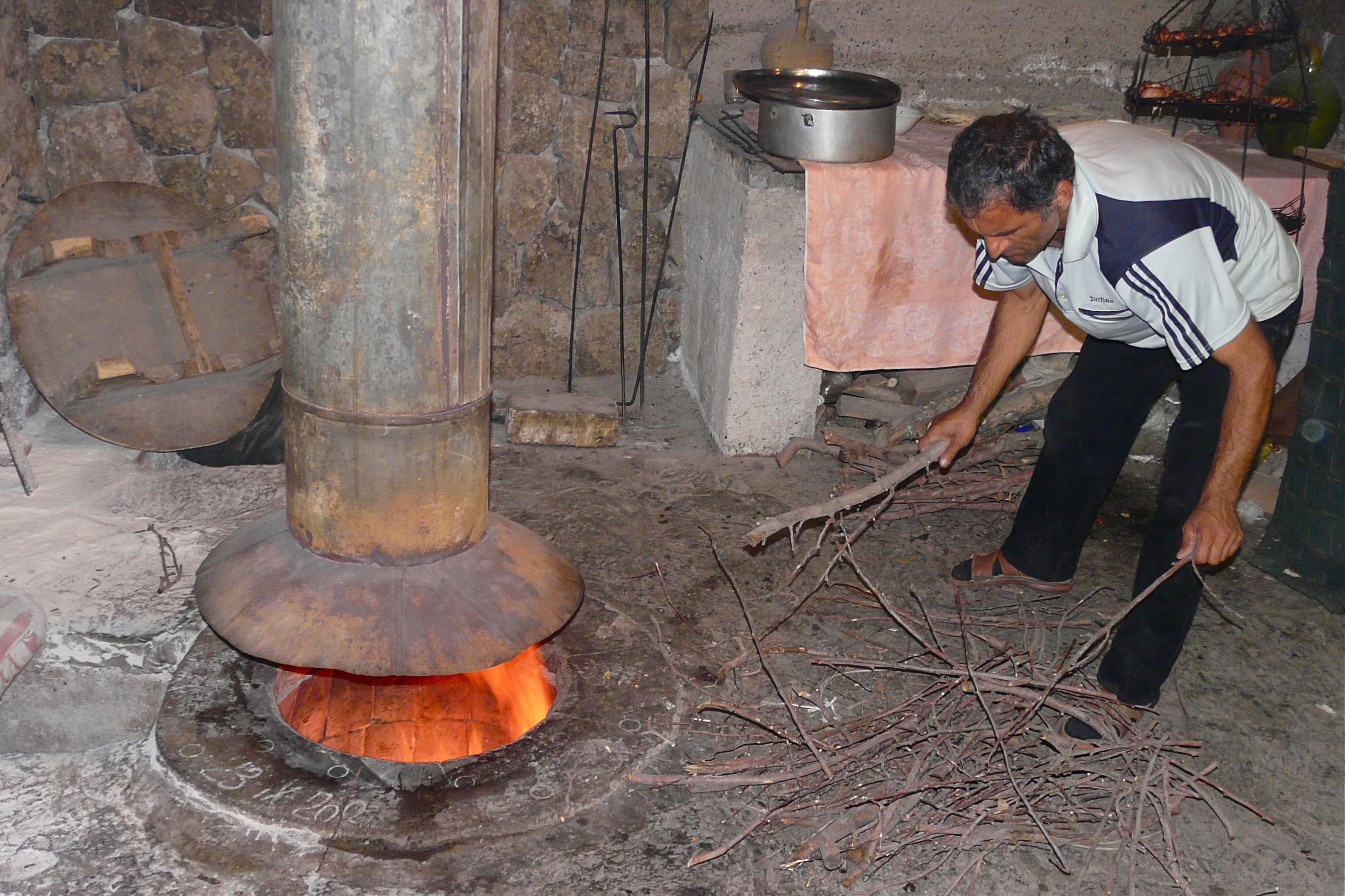
Тонратун в селе Гарни

Тонратун (арм. Թոնրատուն) — специальное помещение в армянском традиционном жилище (глхатуне) для выпечки хлеба.
Тонратун представлял собой построенное вне дома отдельное помещение, где располагался вырытый в землю очаг для выпечки хлеба − то́нир (арм. թոնիր). Изредка его сооружали в доме, при этом он служил не столько для выпечки хлеба, сколько для отопления жилья.